# Federació Internacional d’Esquí de Muntanya
La Federació Internacional d'Esquí de Muntanya, en anglès i oficialment International Ski Mountaineering Federation (ISMF) és una associació esportiva internacional que reuneix més de 30 federacions nacionals d'arreu del món.
L'International Council for Ski Mountaineering Competitions (ISMC) es va fundar el 1999 com a organització interna de la Unió Internacional d'Associacions de Muntanyisme (UIAA). La ISMC es va crear per dirigir i administrar l'esport d'alpinisme o esquí d'esquí al lloc del Comitè Internacional per a la competició d'alpinisme d'esquí fundada a Barcelona el 1988.
El 6 d'octubre de 2007, l'Assemblea General de la UIAA va aprovar els seus nous estatuts en què es crea la figura de "membre de la unitat". Com a resultat d'aquest canvi, va ser necessari establir una "Federació Internacional de Competició Independent amb personalitat jurídica pròpia", a saber, la "Federació Internacional d'Esquí de Muntanya (ISMF)", que fou creada oficialment el 2008.
La ISMF responsable del rànquing mundial d'equips nacionals, de la definició de normes oficials i de l'organització de grans competicions internacionals. Està afiliada a l'Associació General de Federacions Esportives Internacionals i a l'Associació de Federacions Esportives Internacionals reconeguda pel Comitè Olímpic Internacional el 2016. També és una part interessada de l'Agència Mundial Antidopatge.

## Associacions membres de la ISMF[4]
| Lloc                 | Associació                                                                |
| -------------------- | ------------------------------------------------------------------------- |
| Alemanya             | German Alpine Club (DAV)                                                  |
| Andorra              | Federació Andorrana de Muntanyisme (FAM)                                  |
| Argentina            | Federación Argentina de Ski y Andinismo (FASA)                            |
| Àustria              | Österreichischer Skiverband (ÖSV)                                         |
| Bèlgica              | Climbing & Mountaineering Belgium asbl-vzw (CMBel)                        |
| Bulgària             | Bulgarian Climbing and Mountaineering Federation (BCMF)                   |
| Canadà               | Alpine Club of Canada (ACC)                                               |
| Catalunya            | Federació d'Entitats Excursionistes de Catalunya (FEEC) (membre associat) |
| Corea del Sud        | Korean Alpine Federation (KAF)                                            |
| Croàcia              | Hrvatski Planinarski Savez (HPS)                                          |
| Eslovàquia           | Slovak Skimountaineering Association (SSA)                                |
| Eslovènia            | Alpine Association of Slovenia (Planinska zveza Slovenije, PZS)           |
| Espanya              | Federación Española de Deportes de Montaña y Escalada (FEDME)             |
| Estats Units         | American Alpine Club (AAC)                                                |
| França               | Fédération française de la montagne et de l'escalade (FFME)               |
| Grècia               | Hellenic Federation of Mountaineering and Climbing (HFMCU)                |
| Índia                | Ski Mountaineering Association (India) (SMAI)                             |
| Iran                 | Iran Mountaineering&Sport Climbing Federation (IRIMSCF)                   |
| Itàlia               | Federazione Italiana Sport Invernali (FISI)                               |
| Japó                 | Japan Mountaineering Association (JMA)                                    |
| Liechtenstein        | Liechtensteiner Alpenverein (LAV)                                         |
| Països Baixos        | Nederlandse Klim-en Bergsportvereniging (NKBV)                            |
| Noruega              | Norges Skiforbund (NSF)                                                   |
| Polònia              | Polski Związek Alpinizmu (PZA)                                            |
| Portugal             | Federação de Campismo e Montanhismo de Portugal (FCMP)                    |
| República de la Xina | Chinese Mountaineering Association (CMA)                                  |
| República Txeca      | Český Horolezecký Svaz (ČHS)                                              |
| Romania              | Romanian Federation of Mountaineering and Climbing (RFMC)                 |
| Rússia               | Russian Mountaineering Federation (RMF)                                   |
| Suècia               | Svenska Klätterförbundet (SKF)                                            |
| Suissa               | Schweizer Alpen-Club SAC-CAS                                              |
| Regne Unit           | British Mountaineering Council (BMC)                                      |
| Turquia              | Türkiye Dağcılık Federasyonu (TDF)                                        |
| Xile                 | Federación de Andinismo de Chile (FEACH)                                  |